# Siddeley Autocar

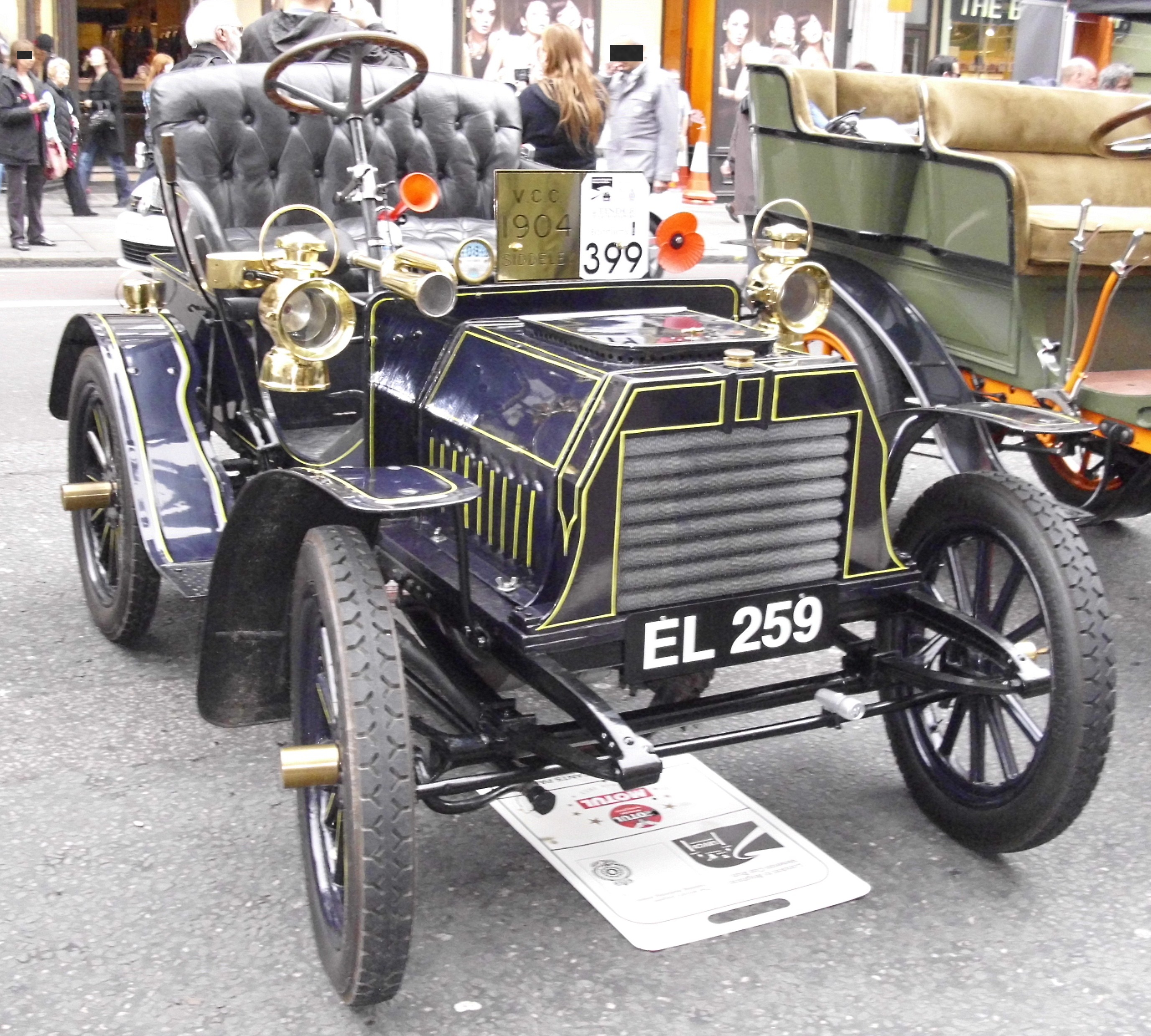
Siddeley von 1904

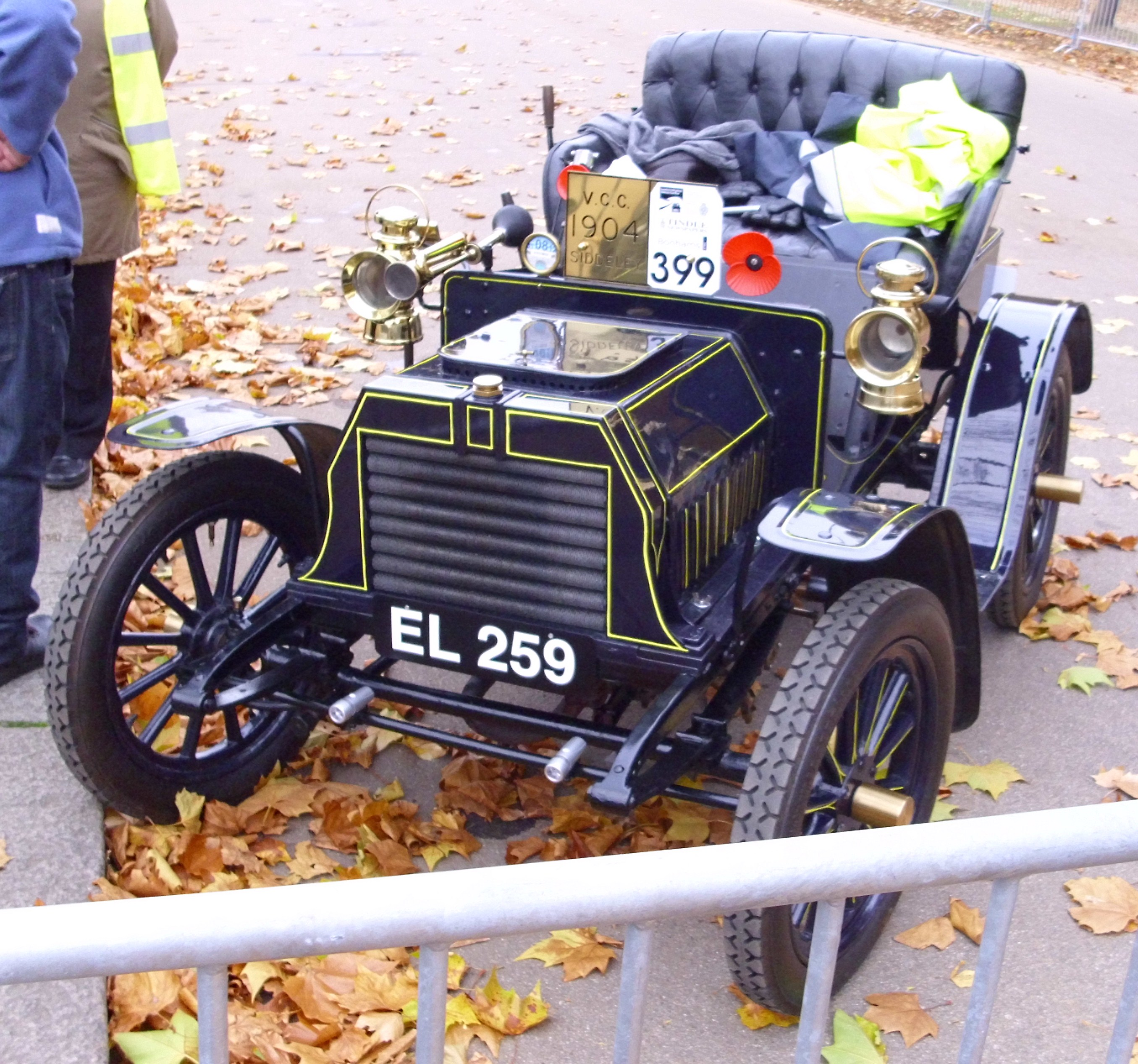
Siddeley von 1904

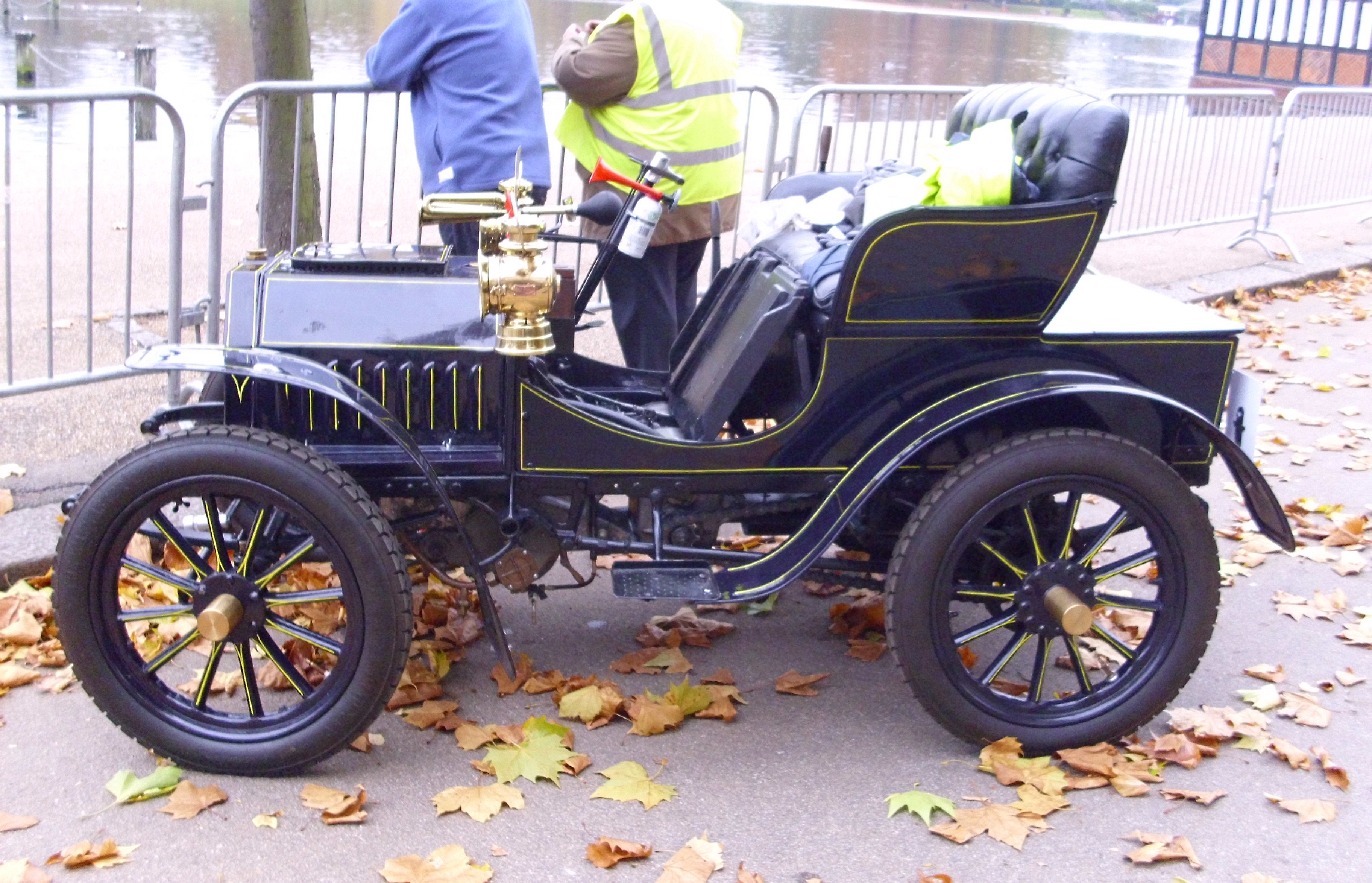
Siddeley von 1904

Siddeley Autocar war ein britischer Automobilhersteller.

## Unternehmensgeschichte
Das Unternehmen Siddeley Autocar Co Limited von John Davenport Siddeley begann 1902 in Coventry mit der Produktion von Automobilen. 1903 erfolgte eine Zusammenarbeit mit Vickers, Son, and Maxim Limited und der Umzug nach Crayford in Kent.
1905 endete die Produktion. Die Wolseley Motor Company übernahm das Unternehmen und vermarktete ihre Fahrzeuge bis 1910 unter der Marke Wolseley-Siddeley.

## Fahrzeuge
Anfangs gab es das Einzylindermodell 6 HP mit 1319 cm³ Hubraum sowie die Vierzylindermodelle 18 HP mit 3238 cm³ Hubraum und 25 HP mit 5276 cm³ Hubraum und 32 PS Leistung. 1904 folgten das überarbeitete Einzylindermodell 6 HP mit 1194 cm³ Hubraum, das Zweizylindermodell 12 HP mit 2388 cm³ Hubraum und 13 PS sowie die Vierzylindermodelle 15 HP mit 3142 cm³ Hubraum und 18 PS, 18 HP mit 4154 cm³ Hubraum und 32 HP mit wahlweise 5401 cm³ oder 7060 cm³ Hubraum.
Ein Fahrzeug dieser Marke ist im Brooklands Museum in Weybridge zu besichtigen.

## Siddeley Modelle
| Modell | Bauzeitraum | Zylinder | Hubraum cm³ | Bohrung mm | Hub mm | Radstand mm   | Spurweite mm |
| ------ | ----------- | -------- | ----------- | ---------- | ------ | ------------- | ------------ |
| 6 HP   | 1902        | 1        | 1319        |            |        |               |              |
| 18 HP  | 1904        | 4 Reihe  | 3238        |            |        |               |              |
| 25 HP  | 1902        | 4 Reihe  | 5276        |            |        |               |              |
| 6 HP   | 1904        | 1        | 1173        | 114,3      | 114,3  | 1829          | 1232         |
| 12 HP  | 1904–1907   | 2        | 2345        | 114,3      | 114,3  | 2926          | 1326         |
| 15 HP  | 1902        | 4        | 3295        | 101,6      | 101,6  | 2926          | 1326         |
| 18 HP  | 1904–1907   | 4        | 4170        | 114,3      | 101,6  | 2926 und 3231 | 1326         |
| 25 HP  | 1905        | 4        | 5212        | 114,3      | 127    | 3231          | 1433         |
| 32 HP  | 1904        | 4        | 7095        | 133,35     | 127    | 3109 und 3597 | 1433         |
| 70 HP  | 1905        | 4        | 13050       | 165,1      | 114,3  | 3327          | 1433         |